# Caisse nationale des sciences
La Caisse nationale des sciences est une ancienne institution de financement de la recherche scientifique française. 
La Caisse nationale des sciences fut créée, parallèlement à la Caisse nationale des lettres, par la loi de finance du 16 avril 1930, en tant qu'établissement public doté de l'autonomie financière et de la personnalité civile, au sein du ministère de l'instruction publique. 
Elle avait pour mission d'octroyer des bourses aux jeunes chercheurs en sciences. 
À partir de 1933, l'attribution des bourses est effectuée par le Conseil supérieur de la recherche scientifique institué auprès du ministre de l'Éducation Nationale.
La Caisse nationale des sciences fut rassemblée avec la Caisse des recherches scientifiques le 30 octobre 1935 pour créer la Caisse nationale de la recherche scientifique.